# Micronațiune

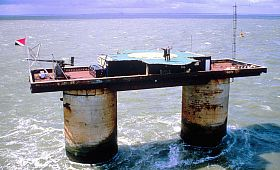
Principatul Sealand este o micronațiune situată pe un fort maritim în largul coastei Regatului Unit.

O micronațiune este o entitate care pretinde a fi o națiune sau stat suveran, dar nu este recunoscut ca atare de către guvernele mondiale sau marile organizații internaționale. Acest lucru contrastează cu microstatele, care sunt state suverane mici dar recunoscute, cum ar fi Andorra, Liechtenstein, Luxemburg, Monaco, San Marino și Orașul Vatican Acestea sunt, de asemenea, distincte de țările fictive și de alte tipuri de grupuri sociale (cum ar fi eco-sate, campusuri, triburi, clanuri, secte și asociații comunitare rezidențiale) prin exprimarea unei revendicări formale și persistente, chiar dacă nu sunt recunoscute, de suveranitate asupra anumitor teritorii fizice. 
Micronațiunile diferă totodată de mișcările secesioniste; activitățile micronațiunilor sunt aproape întotdeauna destul de banale pentru a fi ignorate mai degrabă decât contestate de națiunile consacrate  ale căror teritoriu îl pretind.
Multiple micronațiuni au emis monede, steaguri, timbre poștale, pașapoarte, medalii și alte articole. Aceste articole sunt rareori acceptate în afara propriei comunități, dar pot fi vândute ca suveniruri pentru a ajuta la strângerea de bani sau sunt colectate de entuziaști.
Cele mai vechi micronații cunoscute datează de la începutul secolului al XIX-lea. Apariția internetului a oferit mijloace ca oamenii să creeze multe noi micronațiuni, ai căror membri sunt împrăștiați în întreaga lume și interacționează mai ales prin mijloace electronice, numind adesea națiunile lor "țări nomade". Diferențele dintre astfel de "micronații de Internet", alte tipuri de grupuri pe rețelele de socializare și jocuri de societate sunt adesea dificil de definit.
Termenul "micronație" pentru a descrie aceste entități datează cel puțin din anii 1970.Termenul micropatriologie este folosit uneori pentru a descrie studiul atât de micronațiuni, cât și de microstate de către micronaționaliști, unii dintre ei referindu-se la statele naționale suverane ca "macronațiuni".

## Etimologie
Termenul 'micronațiune' înseamnă literal "națiune mică". Este un neologism originar de la jumătatea anilor '70 pentru a descrie numeroasele mii de mici entități de stat nerecunoscute care au apărut mai ales din acea perioadă.
De atunci, termenul a fost folosit retroactiv pentru a se referi la entități nerecunoscute anterior, unele dintre ele datează încă din secolul al XIX-lea. Printre susținătorii micronațiilor ("micronaționaliști"), termenul "macronațiune" este obișnuit ca referință la orice stat național suveran recunoscut la nivel internațional.

## Definiție

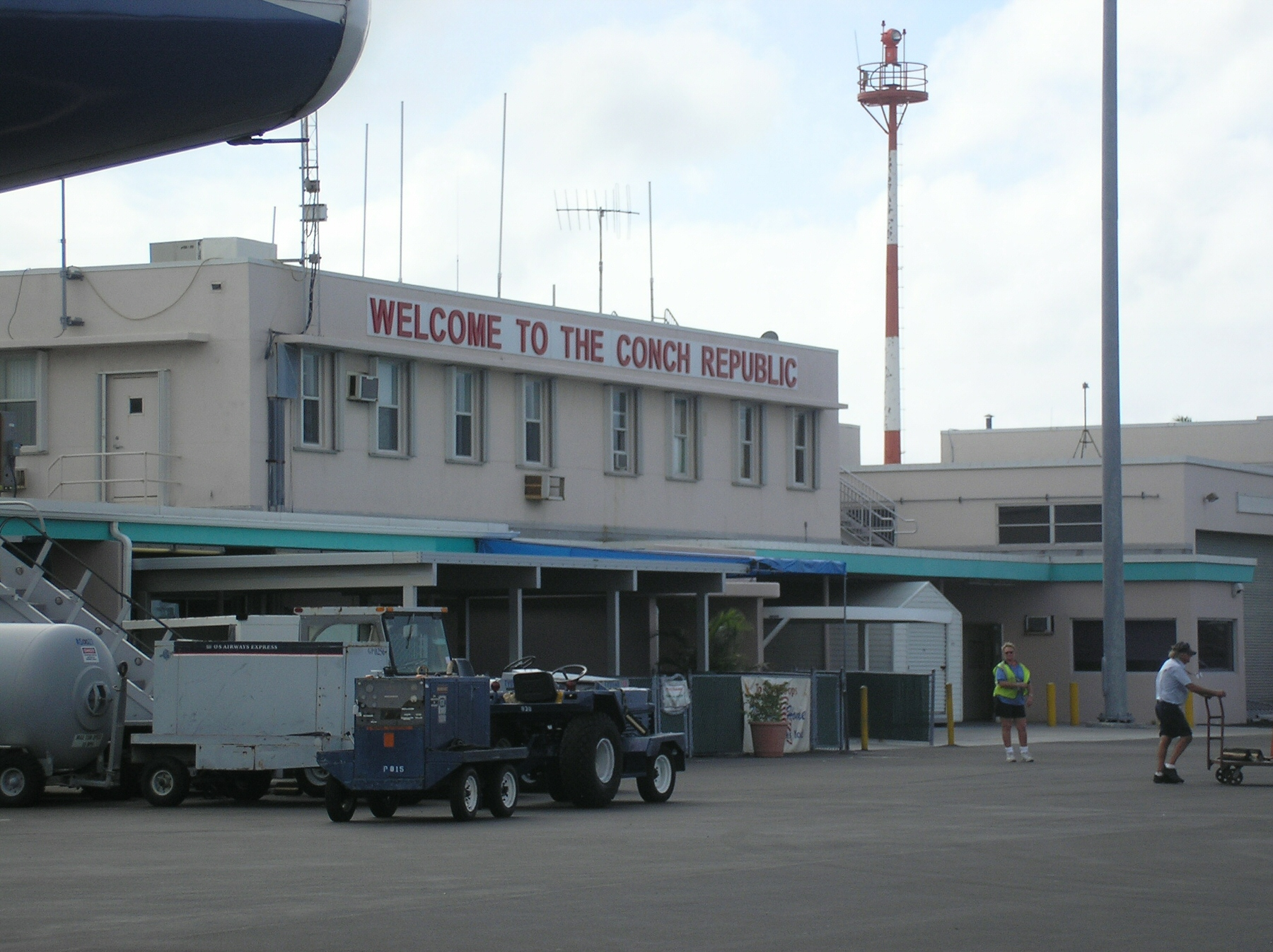
"Bine ați venit în Republica Conch"—un semn la Aeroportul Key West International.

Micronațiunile au, în general, o serie de caracteristici comune, deși acestea pot varia foarte mult. Pot avea o structură similară cu statele suverane consacrate, incluzând pretenții teritoriale, instituții guvernamentale, simboluri oficiale și cetățeni, deși la o scară mult mai mică. Micronațiunile sunt adesea destul de mici, atât în teritoriul lor revendicat, cât și în populațiile revendicate - deși există unele excepții de la această regulă, micronările diferite având metode de cetățenie diferite. Micronațiunile pot emite, de asemenea, instrumente formale, cum ar fi timbre poștale, monede, bancnote și pașapoarte, dar și onoruri și titluri de nobilime.
Tratatul de la Montevideo a fost o încercare de a crea o definiție legală care să facă distincția dintre state și non-state. Unele micronațiuni respectă această definiție, în timp ce altele nu, iar altele resping convenția. Unele micronațiunii precum Principatul Sealand sau Râul Hutt resping termenul de micronațiune și se consideră state suverane; alte micronațiuni precum Flandrensis sau Republica Molossia nu au intenția de a fi recunoscute ca state reale.

## Listă de micronațiuni
Există multe tipuri diferite de micronațiuni care au fost revendicate de-a lungul anilor. O listă a micronărilor notabile este localizată la Lista de micronațiuni.

### Micronațiuni

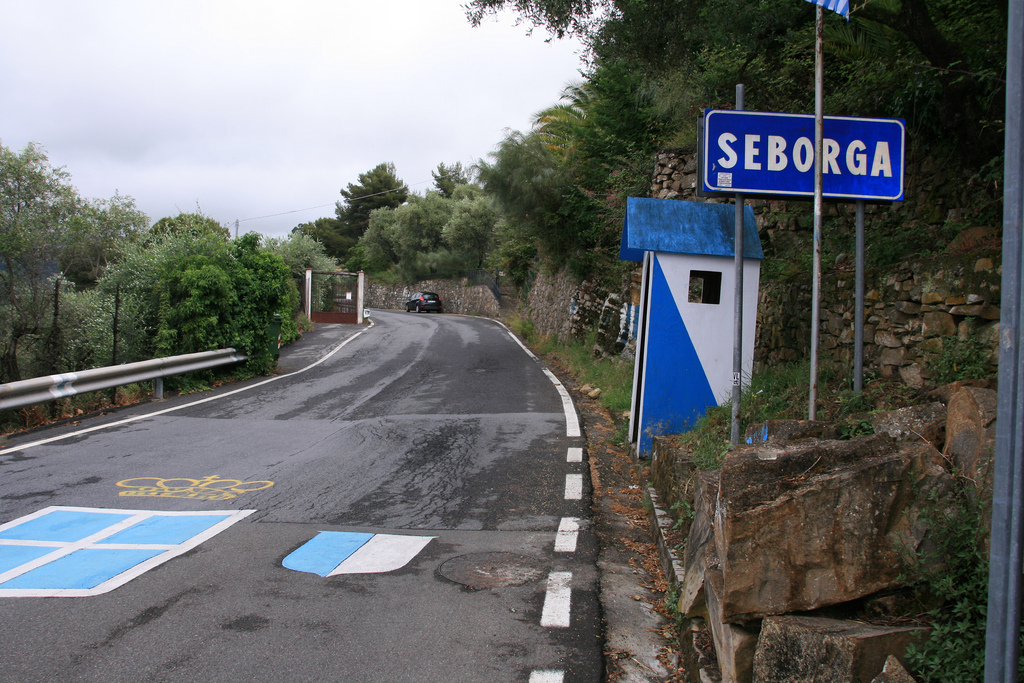
Trecerea de frontieră putativă din Italia în Principalitatea Seborga

- Operațiunea Atlantis, un grup libertarian bazat în New York la începutul anilor ’70, a construit o navă cu structură de beton numită "Libertatea", pe care au navigat-o în Caraibe, intenționând să o ancoreze definitiv ca "teritoriul" lor. Nava s-a scufundat într-un uragan, iar proiectul a fost apoi abandonat.

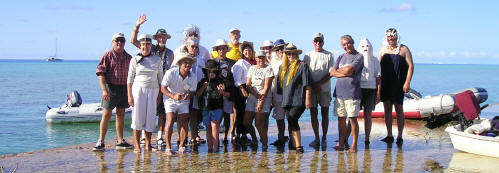
Debarcare pe Minerva

- Republica Minerva, un alt proiect libertarian care a reușit să construiască o mică insulă creată de om pe recifele Minerva la sud de Fiji în 1972, înainte de a fi invadată de trupe din Tonga, care au anexat-o, înainte de a distruge insula.[5]:14
- Principatul Freedoniei, un proiect libertarian care a susținut încercările Companiei rutiere Awdal de a închiria terenuri de la Sultanul Awdal în Somaliland în 2001. Dacă Compania rutieră Awdal este capabilă să construiască un drum, atunci Sultanul din Awdal va da terenuri pentru a permite ARC-ului să creeze o zonă liberă economică, iar o parte din teritoriul respectiv va fi predat Principatului Freedoniei. După ce bărbații de la Compania Awdal Roads au fost deportați în urma unor afirmații false cu privire la contractul de închiriere, nemulțumirea publică a dus la revolte și la moartea raportată a unui somalian.[5]:56–60
- Insula Trandafirului, o insulă artificială construită în 1968 de inginerul italian Giorgio Rosa în Marea Adriatică. Structura a fost construită ca o atracție turistică, dar la scurt timp după terminarea acesteia, Rosa a declarat suveranitatea.[5]:14 Marina italiană a dinamitat structura în anul următor.[6]
- Țara Globală a Păcii Mondiale, "o țară fără frontiere pentru oamenii iubitori de pace de pretutindeni", a fost declarată de Maharishi Mahesh Yogi în 2000. A făcut mai multe încercări de a cumpăra sau închiria terenuri pentru un teritoriu suveran.[7] Acum este guvernată de Maharaja Tony Nader.[8] Moneda sa este Raam și capitalele sale includ Maharishi Vedic City, Iowa și Vlodrop.
- Asgardia, fondată pe 12 octombrie 2016 de către Igor Ashurbeyli, este o națiune propusă cu sediul în spațiul exterior. Planurile sunt pentru ca țara să fie pacifistă, să nu aibă o limbă oficială, să organizeze o competiție pentru a-și proiecta pavilionul, insemnele și imnul național și să devină parte a Organizației Națiunilor Unite. La data de 25 martie 2017  peste 169.327 de persoane[9] s-au înscris și au devenit membri recunoscuți oficial ai țării.[10]
- Republica Liberă Liberland, fondată în 2015, solicită un lot mic de terenuri între Croația și Serbia numit Siga. Împărtășește o graniță terestră cu Croația și are granița estică la Dunărea. Din cauza disputelor de frontieră Croația-Serbia, unele țări sunt revendicate de ambele țări, iar alte colete nu sunt revendicate de niciuna.[11] A stabilit relații formale cu Somaliland[12]

:28

## Legitimitate
În dreptul internațional, Convenția de la Montevideo privind drepturile și îndatoririle statelor stabilește criteriile pentru statalitate la articolul 1: "statul ca persoană sub dreptului internațional ar trebui să posede următoarele calificări: (a) o populație permanentă; (b) un teritoriu definit; (c) guvern; și (d) capacitatea de a intra în relații cu celelalte state."
Prima teză a articolului 3 din Tratatul de la Montevideo prevede în mod explicit că "Existența politică a statului este independentă de recunoașterea de către celelalte state".
Conform acestor orientări, orice entitate care îndeplinește toate criteriile prevăzute la articolul 1 poate fi considerată suverană în conformitate cu dreptul internațional, indiferent dacă alte state au recunoscut-o sau nu.
Ordinul Suveran al Cavalerilor de Malta, ca subiect independent al dreptului internațional nu îndeplinește toate criteriile de recunoaștere ca stat (totuși nici nu se revendică în sine), ci este și a fost recunoscut ca suveran națiune de secole.
Doctrina "integrității teritoriale nu interzice în mod eficient secesiunea statelor consacrate în dreptul internațional, în secțiunea relevantă din textul Actului final al Conferinței pentru securitate și cooperare în Europa, cunoscută și sub numele de Actul final de la Helsinki, Acordurile de la Helsinki sau Declarația de la Helsinki:
„IV. Integritatea teritorială a statelor

Statele participante vor respecta integritatea teritorială a fiecăruia dintre statele participante.
În consecință, ei se vor abține de la orice acțiune care nu este în concordanță cu scopurile și principiile Cartei Națiunilor Unite împotriva integrității teritoriale, independenței politice sau unității oricărui stat participant și, în special, oricărei acțiuni care constituie o amenințare sau folosirea forței .

De asemenea, statele participante se vor abține să facă din teritoriul celuilalt obiectul ocupației militare sau alte măsuri directe sau indirecte de forță contravenționale dreptului internațional sau obiectul achiziției prin astfel de măsuri sau amenințarea acestora. Nici o astfel de ocupație sau achiziție nu va fi recunoscută drept legală.”
De fapt, acest lucru afirmă că "alte" state (adică terțe părți), pot să nu încurajeze secesiunea într-un stat. Acest lucru nu face nicio declarație cu privire la persoanele dintr-un stat care alege să se detașeze de acordul lor.

## Monezi

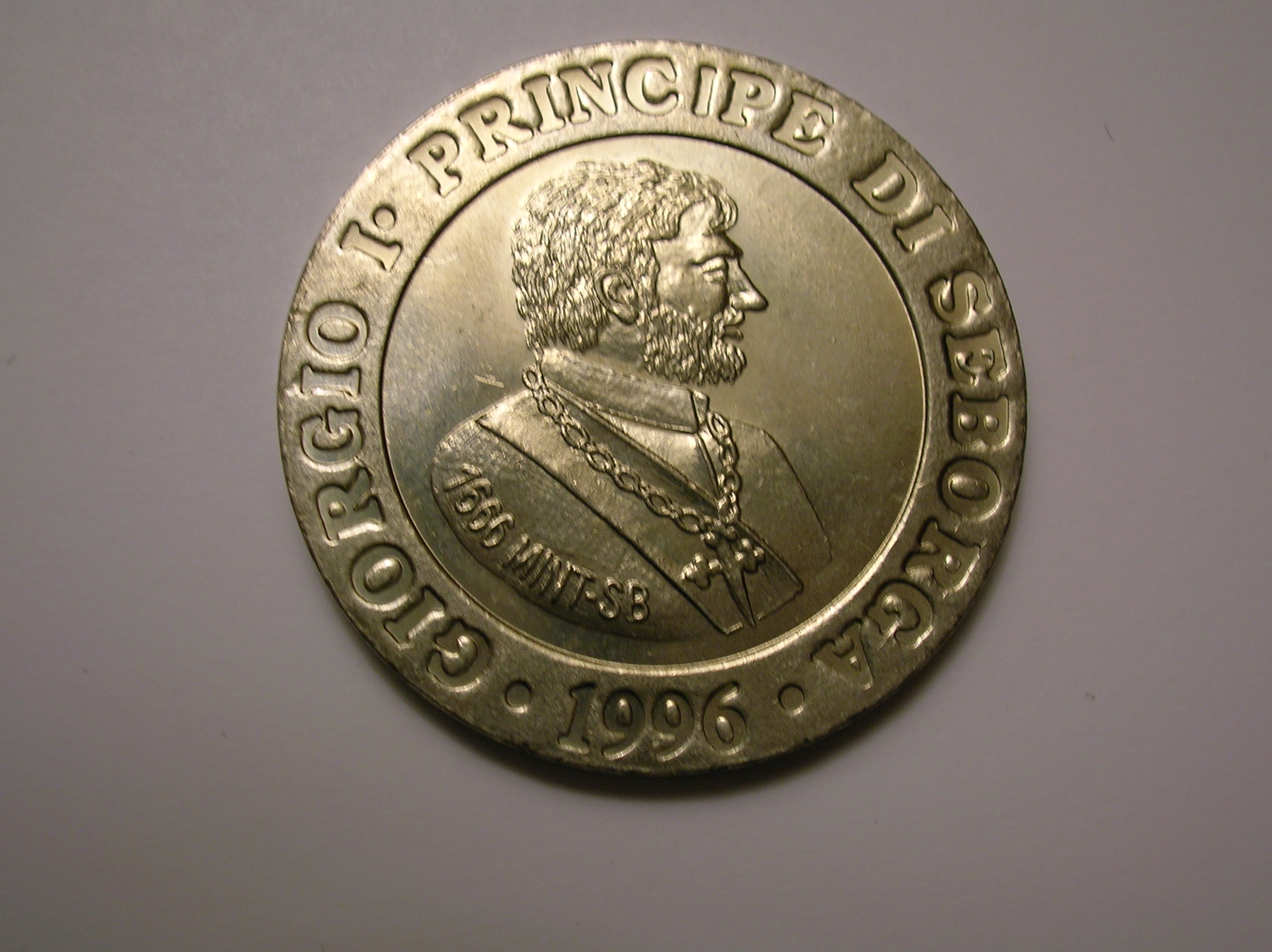
O monedă a Pincipatului Seborga
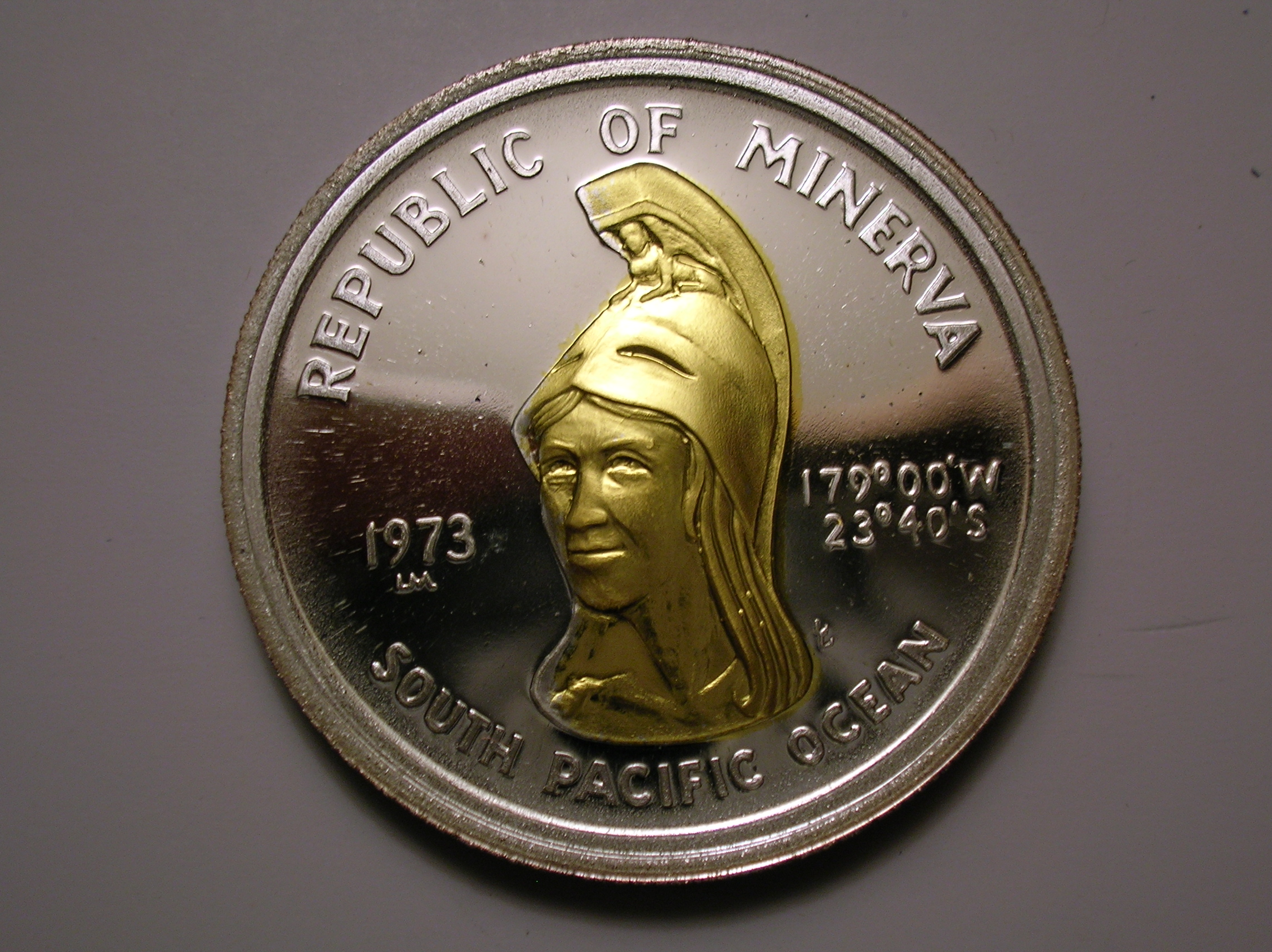
35 Dollars; Republic of Minerva coin
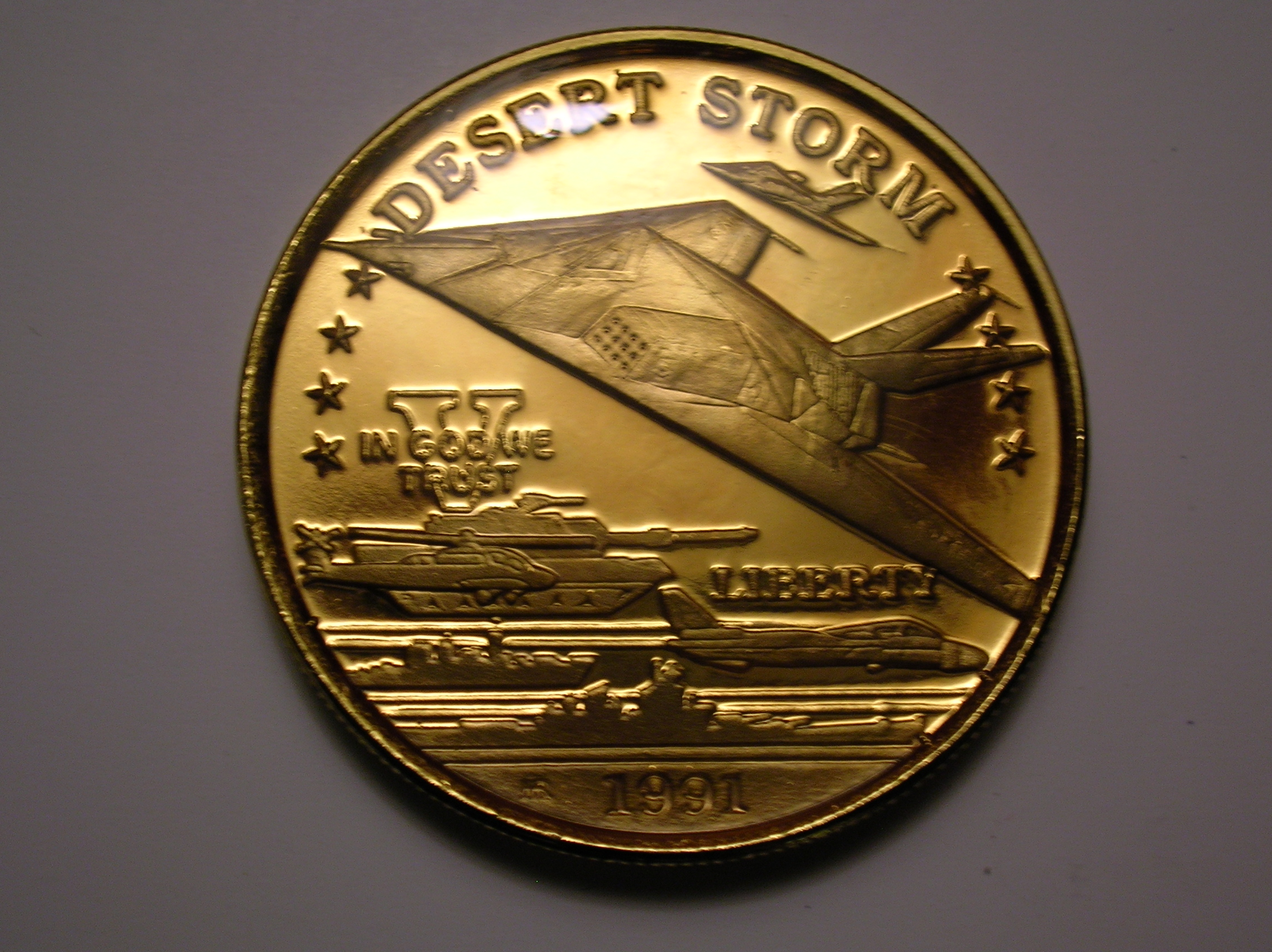
20 Dolari; Privincia Râului Hutt (a se reține că această imagine este o monedă emisă în Desert Storm)
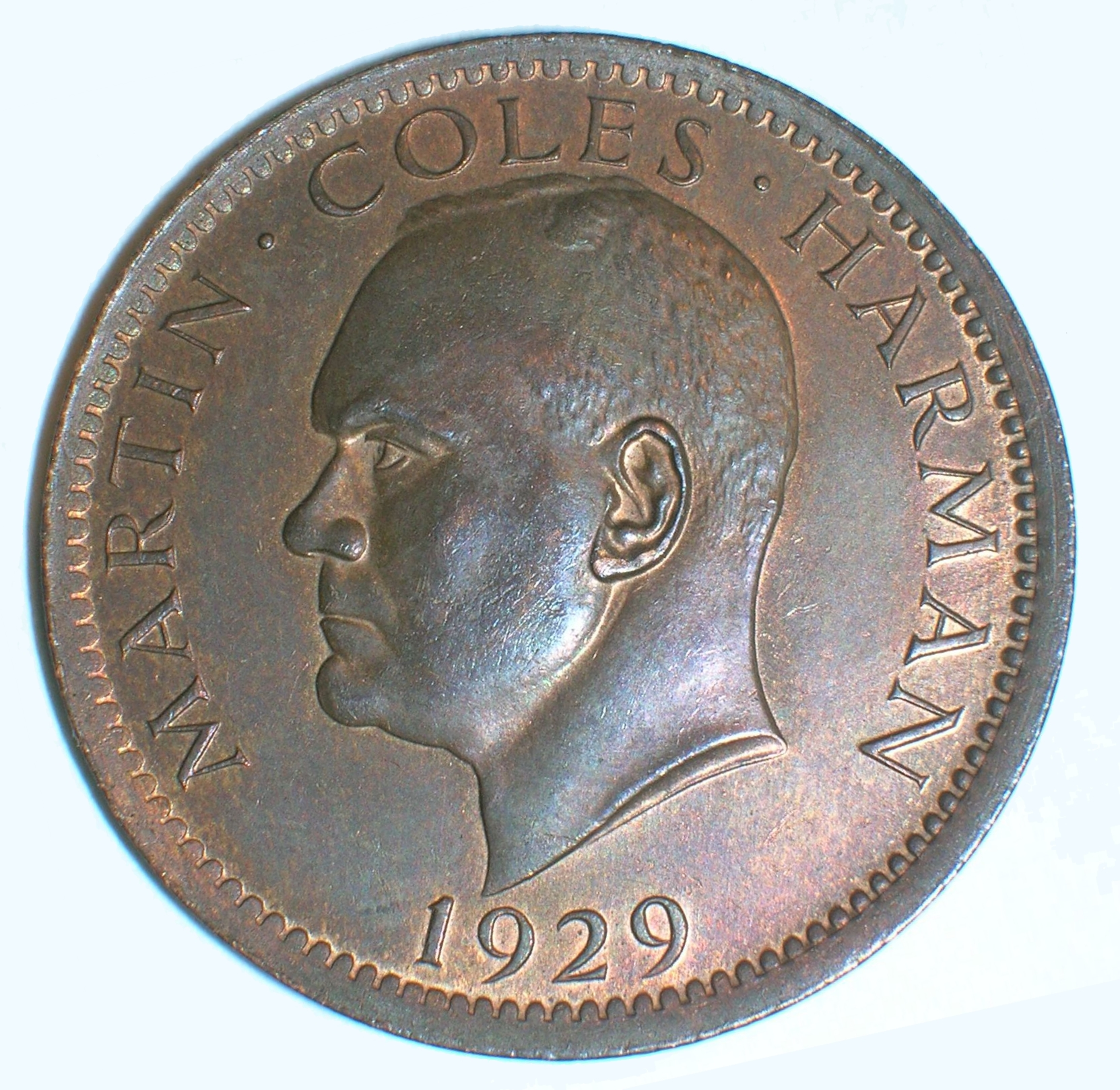
Lundy Island—1 Puffin coin
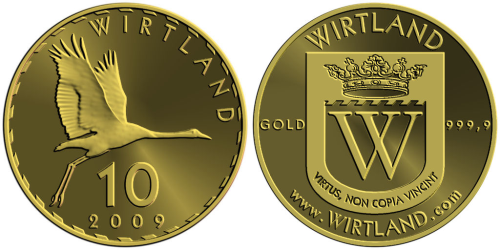
10 ICU de aur "Wirtland Crane"
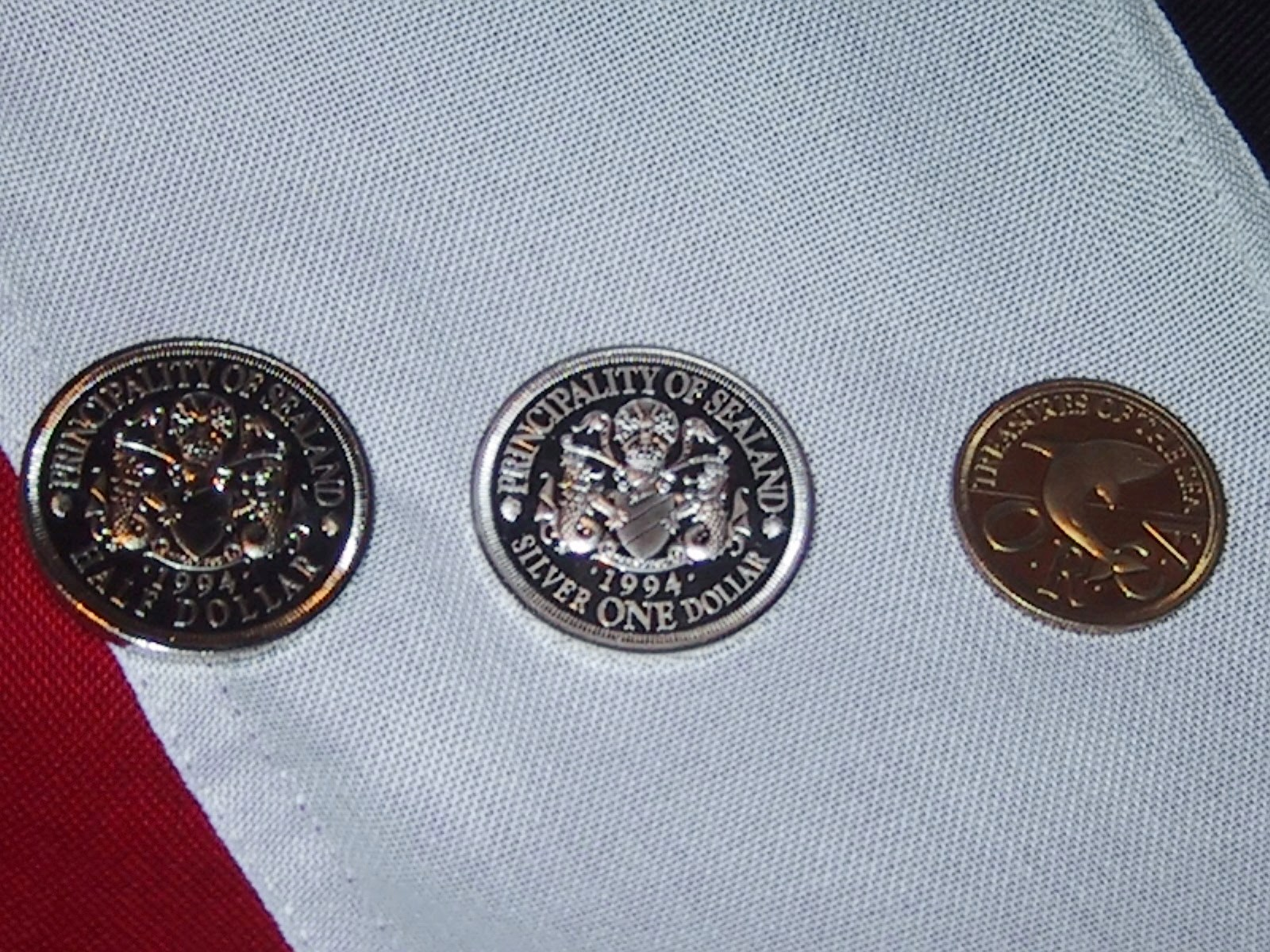
Monede Sealandice, de la stânga la dreapta: Jumătatea de Dolar de cupru-nichel, Un Dolar de Argint și Sfertul de Dolar de bronz
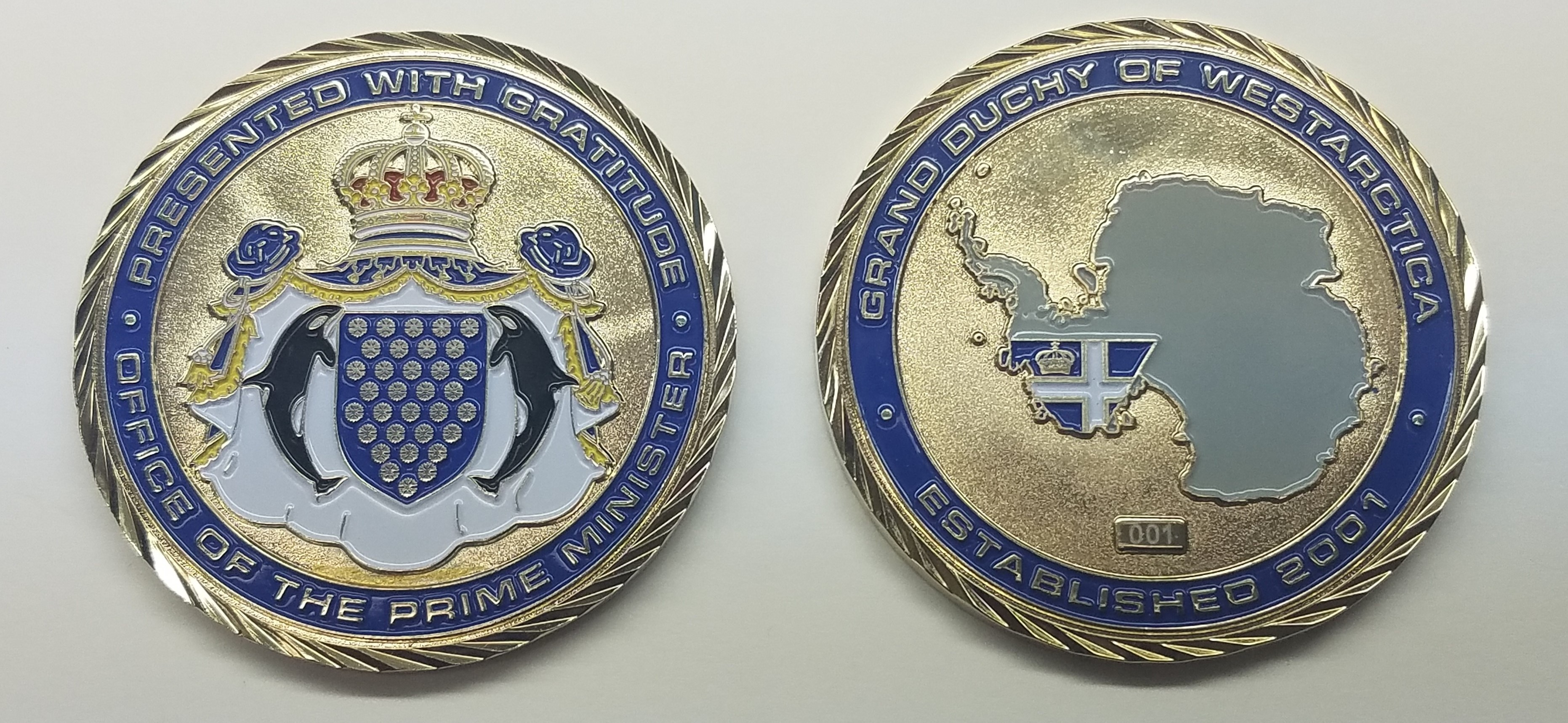
Capul și pajura challenge coin create pentru distribuire de către prim-ministrul Westarctica